# Hemiboea longisepala
Hemiboea longisepala är en tvåhjärtbladig växtart som beskrevs av Z.Y. Li. Hemiboea longisepala ingår i släktet Hemiboea och familjen Gesneriaceae. Inga underarter finns listade i Catalogue of Life.